# Lapplands jägarregemente

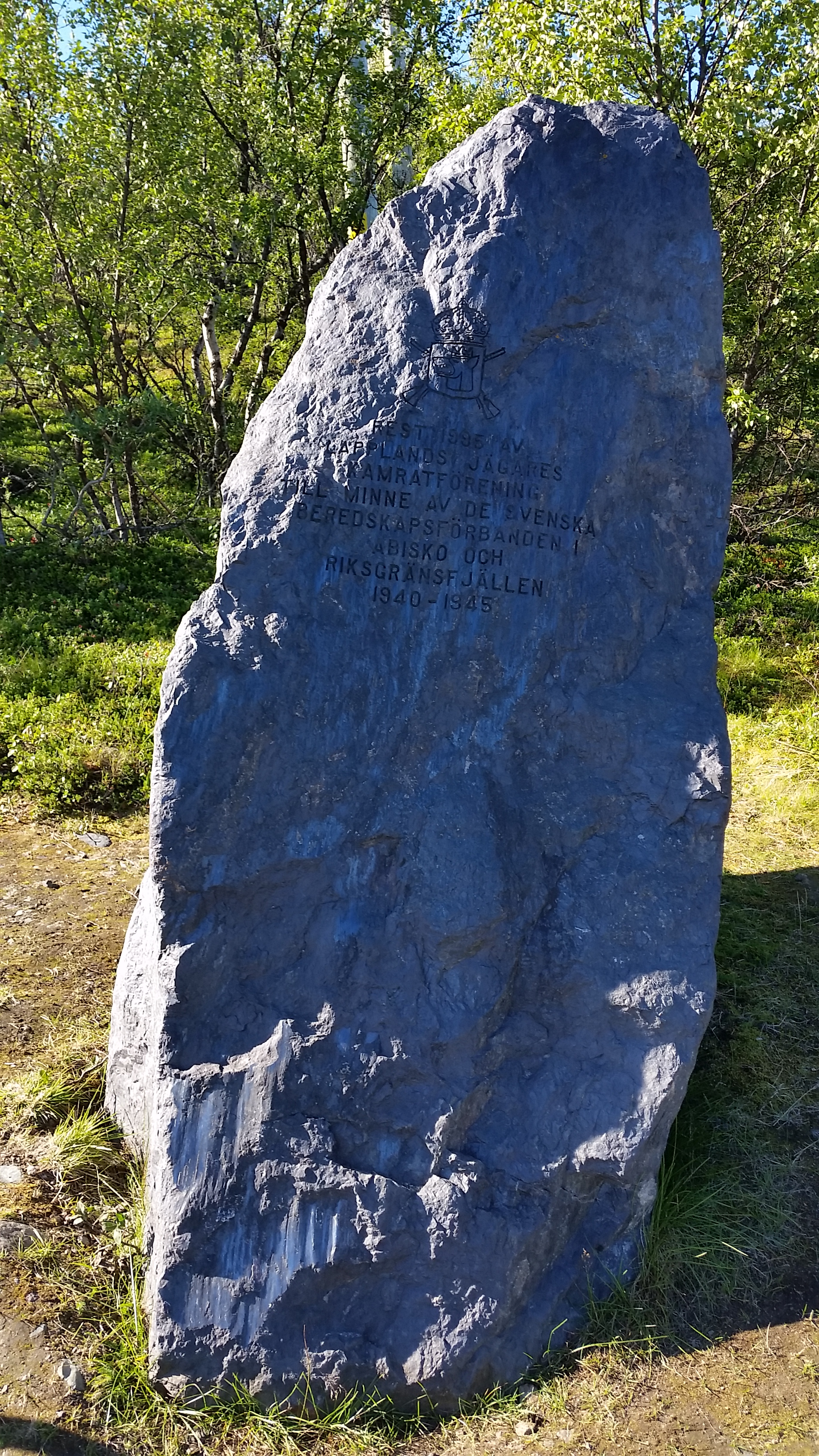
Minnessten till minne av de svenska beredskapsförbanden i Abisko och Riksgränsfjällen åren 1940–1945.

Lapplands jägarregemente (I 22/GJ 66) var ett infanteri- och jägarförband inom svenska armén som verkade i olika former åren 1975–2000. Förbandsledningen var förlagd i Kiruna garnison i Kiruna.

## Historia

### Bildandet
Lapplands jägarregemente har sitt ursprung i den skidlöparbataljon som 1910 sattes upp i Boden som IV. bataljonen (4:e bataljonen) vid Norrbottens regemente. Bataljonen omlokaliserades 1943 till Kiruna och organiserades som Norrbottens regementes jägarbataljon i Kiruna (I 19 K). År 1945 omorganiserades bataljonen till Arméns jägarskola (JS). Arméns jägarskola bidrog med befäl från 1952 för att bygga upp Arméns fallskärmsjägarskola (FJS), som de även hade ett långt samarbete med fram till avvecklingen av regementet. 

### OLLI-reformen
I samband med OLLI-reformen, vilken genomfördes inom försvaret åren 1973–1975, bildades A-förband samt B-förband. A-förbanden var regementen som tillfördes ansvaret för ett försvarsområde och med det blev ett försvarsområdesregemente. Försvarsområdesregementet tillfördes samtidigt mobiliserings- och materialansvaret inom försvarsområdet, medan B-förbanden svarade endast som ett utbildningsförband. I Kungl, Maj:ts proposition 1974:135 ansåg överbefälhavaren att det i även fortsättningen skulle finnas en försvarsområdesstab i Kiruna, i syfte krig leda underställda förband på det sätt som gäller för rörliga staber på denna nivå. Därmed föreslog en sammanslagning av Arméns jägarskola och försvarsområdesstaben. Genom överbefälhavarens förslag föreslog Chefen för armén att Arméns jägarskola efter integration med staben för Kiruna försvarsområde (Fo 66) skulle få namnet Lapplands jägarregemente (I 22). Den 1 juli 1975 bildades försvarsområdesregementet Lapplands jägarregemente (I 22/Fo 66). Detta medförde att Lapplands jägarregemente blev ett A-förband och fick det samlade mobiliserings- och materialansvaret som ensamt förband inom Kiruna försvarsområde. Beteckningen I 22 hade fram till 1939 burits av Värmlands regemente. Genom att skolan omorganiserades och upphöjdes till ett regemente, blev även Lapplands jägarregemente det yngsta infanteriregementet i Sverige.

### Försvarsbesluten
Inför försvarsbeslutet 1996 föreslogs en ny försvarsområdesindelningen, vilket innebar att tre försvarsområdesstaber inom Norra militärområdet (Milo N) i skulle avvecklas den 31 december 1997. De tre staber som föreslogs för avveckling återfanns i Kalix, Kiruna och Östersund. Gällande staberna i Kalix och Kiruna föreslogs det att ombilda dem till gränsjägarstaber med uppgift att leda markstrid.
Från den 1 januari 1998 reducerades regementet från ett försvarsområdesregemente till ett utbildningsregemente, det vill säga ett B-förband. Kiruna försvarsområde (Fo 66) införlivades i Bodens försvarsområde (Fo 63), där den kom att utgöra en gränsjägarstab (försvarsområdesgrupp) under namnet Lapplandsjägargruppen. Lapplands jägarregemente fick med den nya organisationen beteckningen I 22/GJ 66, där GJ står för gränsjägarstab. I 22 har dock alltid varit den vanligaste och mest använda beteckningen. 

### Regementets nedläggning
Inför försvarsbeslutet 2000 var regeringens utgångspunkten att det endast behövdes två enheter för att tillgodose Försvarsmaktens framtida behov av skilda slag av jägarförband. En enhet för avseende utbildning av Norrlandsjägare, och den andra avseende utbildning av underrättelse- och säkerhetsförband. När det gällde vilket förband som skulle kvarstå för utbildning av Norrlandsjägare föll valet på Norrlands dragonregemente, där valet stått mellan Norrlands dragonregemente (K 4) och Lapplands jägarregemente (I 22). Regeringen ansåg att båda regementena hade goda utbildningsbetingelser, samt att de båda utgjorde en isolerad verksamhet, utan några möjligheter till garnisonssamordning. Dock föll valet på att Lapplands jägarregemente skulle avvecklas och att Norrlands dragonregemente skulle kvarstå i fredsorganisationen. Motiveringen var att Norrlands dragonregemente ansågs ha bättre modernitet samt utbildningsbetingelser för att bli kompetenscentrumet för utbildning av Norrlandsjägare. Men även avstånd till Boden ansågs var en fördel för Norrlands dragonregemente, vilket ansågs underlätta för samövning med förbanden där.
I valet av vilket förband som skulle kvarstå för utbildning av underrättelse- och säkerhetsförband, var regeringens kravbild att förbandet skulle ha goda utbildningsförutsättningar och infrastruktur, för bland annat träning i fallskärmshoppning och närhet till transportflyg. I det valet stod mellan Livgardets dragoner (K 1) och Livregementets husarer (K 3). Gällande Livgardets dragoner ansåg dock regeringen att förbandet saknade förutsättningar för den samordning och koncentrering som ansågs nödvändig för en huvudenhet för jägarutbildning. Därmed föreslog regeringen i sin proposition att Livregementets husarer (K 3) och Norrlands dragonregemente (K 4) skulle kvarstå i grundorganisationen, medan Livgardets dragoner (K 1) och Lapplands jägarregemente (I 22) skulle avvecklas.
Regementet avvecklades den 30 juni 2000. Lapplandsjägargruppen omorganiserades till en utbildningsgrupp och lydde från och med den 1 juli 2000 under Norra militärdistriktet (MD N). Den 1 juli 2005 uppgick Norrbottens gränsjägargrupp i Kalix, i Lapplandsjägargruppen, som sedan dess är ansvarig för före detta Fo 66 samt GJ 66 och Fo 67 samt GJ 67 områden. De huvudsakliga uppgifterna är att organisera och utbilda hemvärnsförband (10. Lapplandsjägarbataljonen och 11. Gränsjägarbataljon samt att stödja övriga frivilligrörelser. Från den 1 januari 2006 lydder utbildningsgruppen under Norrbottens regemente (I 19).

### Viktigare årtal
- 1910: Upprättas en skidlöparbataljon vid Norrbottens regemente (I 19) i Boden.
- 1942: En jägarbataljon organiseras vid I 19.
- 1943: Bataljonen omlokaliserades till Kiruna
- 1945: Jägarbataljonen blir Arméns jägarskola (JS) med förläggningsort i Kiruna.
- 1975: Bildas Lapplands jägarregemente och Kiruna försvarsområde.FOstab och AJS sammanslås.
- 1983: Lapplands jägarregemente, I 22/Fo 66
- 1998: Regementet får ny beteckning den 1 januari, I 22/GJ 66
- 2000: Regementet avvecklas den 30 juni.

## Verksamhet
Lapplands jägarregemente utbildade jägarförband (kallades för lapplandsjägare) som var avsedda för strid och uppträdande på djupet i av fienden behärskat område i upp till 30 dagar bakom linjerna. Soldaterna, befäl och officerare utbildades i krigföring i subarktisk miljö, hög- som lågfjällsterräng. Utbildningen omfattade bland annat minstrid, jägarstrid, överlevnad, sabotage, spaning, flygsamverkan med mera. Huvuddelen av tiden av utbildningen genomfördes under vinterhalvåret med 7,5 till 15 månaders utbildningstid beroende på befattning. Utbildningen skedde främst i grupp- och plutonsstrid men under senare år även i kompani- som bataljonsförband. En utbildningskontingent omfattade cirka 400 värnpliktiga.
Utbildningen ställde mycket hårda fysiska och psykiska krav på den värnpliktige och krävde uthållighet, initiativförmåga, stark mentalitet samt god förmåga att ta hand om sig själv, sin utrustning och sina kamrater i ett mycket hårt klimat. För att överleva i ödemark med temperaturer på minus 30-50 grader utan kontakt med andra förband måste den värnpliktige till fullo lita på sig själv, sina kamrater och den utrustning han utbildas att handha. Under 1980-talet bestod utbildningsansvaret i krigsorganisationen av åtta gränsjägarkompanier, ett mindre antal fristående gränsjägarplutoner, sex fristående jägarkompanier och två fördelningsunderrättelsekompanier samt att det gjordes försök med ett så kallat fjärrjägarkompani.
I början på 1990-talet började delar av de fristående jägar- och gränsjägarkompanierna att organiseras i bataljonsförband som ingick i de samtidigt nyorganiserade gränsregementsstridsgrupperna (förstärkta "brigader" med gränsförsvar som specialitet). Det 664. gränsregementet räknades som I 22/Fo 66 eget kaderregemente och benämndes Lapplands Jägare. De övriga gränsregementena inom Fo 66 var 662. och 663. gränsregementet. I fredsorganisationen för I 22/Fo 66 fanns en gränsregementsstabskader från och med 1994 som leddes av ställföreträdande regementschefen tillika utbildningschefen vid I 22 (överste) med stabschef (överstelöjtnant) och stab. Staben var ansvarig för utbildning, övning och träning av såväl ordinarie grundutbildnings- som för mobiliserande förband och Hemvärn inom Fo 66. Fredskadern bestod av ett 30-tal medarbetare vid staben och ett 60-tal utbildningsofficerare vid grundutbildningsbataljonen.
Chefer för förbandet var 1992–2000 överste A Kihl, H von Vegesack, H Forsén, överstelöjtnant* UR Johansson och överste Frank Westman. Stabschefer var major/överstelöjtnant UR Johansson och överstelöjtnant O Pappila. Huvuddelen av stab och bataljonsledningar kom ur I 22/Fo 66, K 4, A 4, Ing 3 och T 3. Flygsamverkansgrupp ur Flygkommando Norr var i normalfallet understödjande enhet.
I den mobiliserade krigsorganisation för 664. gränsregementet fanns fyra jägarbataljoner (från I 22 och K 4), gränsskyttebataljon (I 19), gränsingenjörs- (Ing 3) och moderna luftvärns- (Lv 7) och artilleriförband (A 4 och A 9). Till understöd fanns också såväl fältsjukhus som helikopter- (Hkpbat Boden) och lätt attackförband (F 5).
Det särskilt utvecklade ledningsförbandet för regementsledning bakom fiendens linjer utbildades i samverkan med S 3 i Boden och med stöd av officerare från Lapplands jägare. I regementet ingick också en Försvarsområdesgrupp Kiruna med tillhörande Kiruna Hemvärnsbataljon. Chef under alla år var major, sedermera överstelöjtnant, B Kantola.
I huvudsak var alla förband baserade på grundutbildande enheter, till skillnad från de andra gränsregementena som i huvudsak var baserade på överföringsförband (jägarförbanden var dock även här baserade på grundutbildande enheter).
Gränsregementet var för övrigt det enda markterritoriella förband i Sverige som hade områdesansvar mot två grannationer.

## Ingående enheter

### Kiruna försvarsområde
Kiruna försvarsområde (Fo 66) bildades den 1 oktober 1942 och hade sin stab lokaliserad till Kiruna garnison. I samband med OLLI-reformen den 1 juli 1975 fick Kiruna försvarsområde gemensam stab med Lapplands jägarregemente (I 22). Kiruna försvarsområde uppgick den 1 januari 1998 i Norrbottens försvarsområde.

## Förläggningar och övningsplatser
I samband med att IV. bataljonen vid Norrbottens regemente omorganiserades till Arméns jägarskola uppfördes 1945 för jägarskolan ett kasernetablissement i stadsdelen Östermalm i Kiruna. Etablissementet uppfördes efter 1940 års militära byggnadsutrednings fastställda typritningar. Totalt uppfördes ett 50-tal byggnader.
Efter att regementet avvecklades sommaren 2000 övertog I 22 Vasallen den 1 januari 2001 förvaltningen av området, vilket sedan förvärvats av LKAB FAB. Regementsområdet, den så kallade Jägarskolan, hade unika gula träbyggnader, från början bruna, som särskilde sig mycket från många andra regementen som i huvudsak var byggda av tegel med stora öppna kaserngårdar i mitten. Lapplandsjägargruppen är sedan 2000 den enda kvarvarande militära enhet i Kiruna med gruppering inom det forna regementsområdet i det gamla sjukhuset. På grund av Kirunas stadsflytt kommer Försvarsmakten och Lapplandsjägargruppen lämna Kiruna för att åren 2020–2021 flytta verksamheten från Vaktgatan 3 i Kiruna till Kalixfors skjutfält, där Fortifikationsverket fått i uppdrag till bland annat nybyggnation av en övnings- och vårdhall, värmeverk, transformatorstation samt en drivmedelsanläggning.

## Heraldik och traditioner

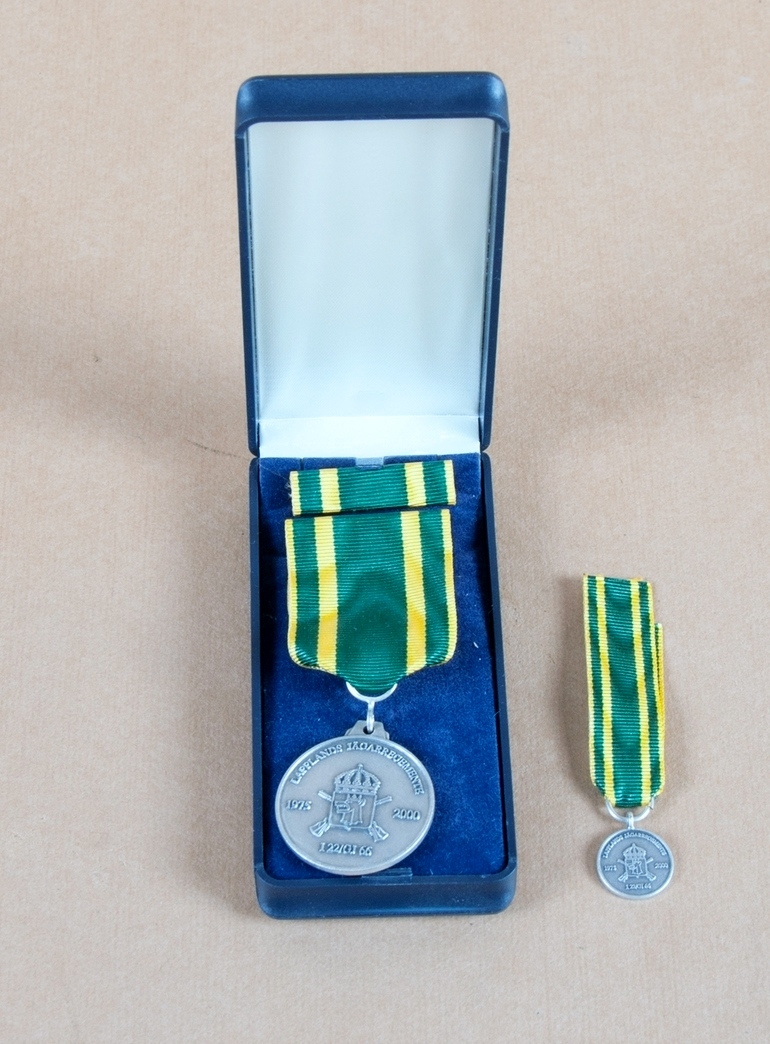
Lapplands jägarregementes (I 22/GJ 66) minnesmedalj i silver, 8:e storleken.

Till skillnad från övriga gränsregementen (vilka hade egna insignier) bar stabspersonal vid Lapplands jägarregemente samma märke på vänster arm som grundutbildningsbataljonen vid I 22/Fo 66. Märket var ett grått-krönt varghuvud på grön botten enligt samma modell som bars i den gröna baskern. För förtjänstfullt arbete kunde utdelas förbandets hederstecken som var en stående skiva blodstensmalm på sockel av samma mineral.
Regementets motto var "In omnia paratus" eller "Beredd på allt, överallt" och dess marsch var "Friska tag", vilken fastställdes den 19 oktober 1984. Den 8 september kom från 1983 bli regementets högtidsdag.
I samband med att 664. gränsregementet avvecklades genom försvarsbeslutet 2000, kom dess traditioner från den 1 juli 2000 föras vidare av Lapplandsjägargruppen och från den 1 juli 2013 av Lapplandsjägarbataljonen inom Lapplandsjägargruppen.
Regementet gjorde sin avslutande minnesceremoni den 8 juni 2000 i Björkliden, där även en minnestavla över minnesceremonin placerats med Lapporten i bakgrunden. Den 27 augusti 2020 invigdes en minnesplats vid kasernetablissementet Jägarskolan i Kiruna, där bland annat den före regementschefen Björn Lundqvist medverkade. Minnesplatsen möjliggjordes genom LKAB försorg, som en del av deras arbete i Kirunas stadsomvandling.

### Förbandsfanor
När regementet bildades den 1 juli 1975, ärvde regementet den fana som Arméns jägarskola tidigare fört från 1948. Den 8 september 1983 överlämnade kung Carl XVI Gustaf en ny fana till regementet. 

### Kamratförening
Vid Lapplands jägarregemente bildades 1987 kamratföreningen Lapplands jägarregementes kamratförening, vilken är en ideell förening och har som syfte att stärka samhörigheten mellan gamla och nya lapplandsjägare, samt för att bevara och utveckla traditioner från skidlöpar- och jägarbataljoner, Arméns jägarskola, Kiruna försvarsområdesstab, Lapplands jägarregemente och Lapplandsjägargruppen samt frivilligorganisationer verkande inom Kiruna-, Gällivare- och Pajala kommuner. Vidare vårdar föreningen förbandets minne och traditioner.

### Utmärkelsetecken
I samband med att regementet avvecklades, instiftades 2000 Lapplands jägarregementes (I 22/Fo 66) minnesmedalj (LappljregMSM).

### Vänförband
- Jägarbrigaden, Finland[2]
- Finnmark landforsvar, Norge[2]
- SportFGrpBw Mittenwald, Tyskland[2]
- 1. Gebirgsdivision, Tyskland[2]

## Förbandschefer
Regementschefer verksamma vid regementet åren 1975–2000.

- 1975–1979: Överste Åke Clarence Jonsson
- 1979–1984: Överste Leif Nilsson
- 1984–1989: Överste 1. Sören Jansson
- 1989–1997: Överste 1. Björn Lundquist
- 1997–2000: Överste Håkan Hedström

## Namn, beteckning och förläggningsort
| Lapplands jägarregemente | 1975-07-01 | – | 2000-06-30 |
| Avvecklingsorganisation  | 2000-07-01 | – | 2001-06-30 |

| I 22/Fo 66 | 1975-07-01 | – | 1997-12-31 |
| I 22/GJ 66 | 1998-01-01 | – | 2000-06-30 |

| Kiruna garnison (F)     | 1975-07-01 | – | 2001-06-30 |
| Sakkaravaaraområdet (Ö) | 1975-07-01 | – | 2000-06-30 |
| Kalixfors skjutfält (Ö) | 1991       | – | 2000-06-30 |

## Kända personer som gjort värnplikt på I 22
- Fredrik Reinfeldt, statsminister 2006–2014 (värnplikt 1984–1985)[16]
- Christer Majbäck, längdskidåkare (värnplikt 1983–1984)
- Marcus Öhrn, musiker (värnplikt 1993)
- Ola Jordán, journalist, publicist och översättare (värnplikt 1980–1981)
- Albert Svanberg, sportjournalist (värnplikt 1985–1986)
- Olof Jarlbro, fotograf och författare (värnplikt 1997–1998)
- Fredrik Sträng, äventyrare (värnplikt 1997-1998)
- Jan Andersson, före detta Flygvapeninspektör (värnplikt 1974–1975)
- Mats Lagerqvist före detta VD på Swedbank

## Galleri

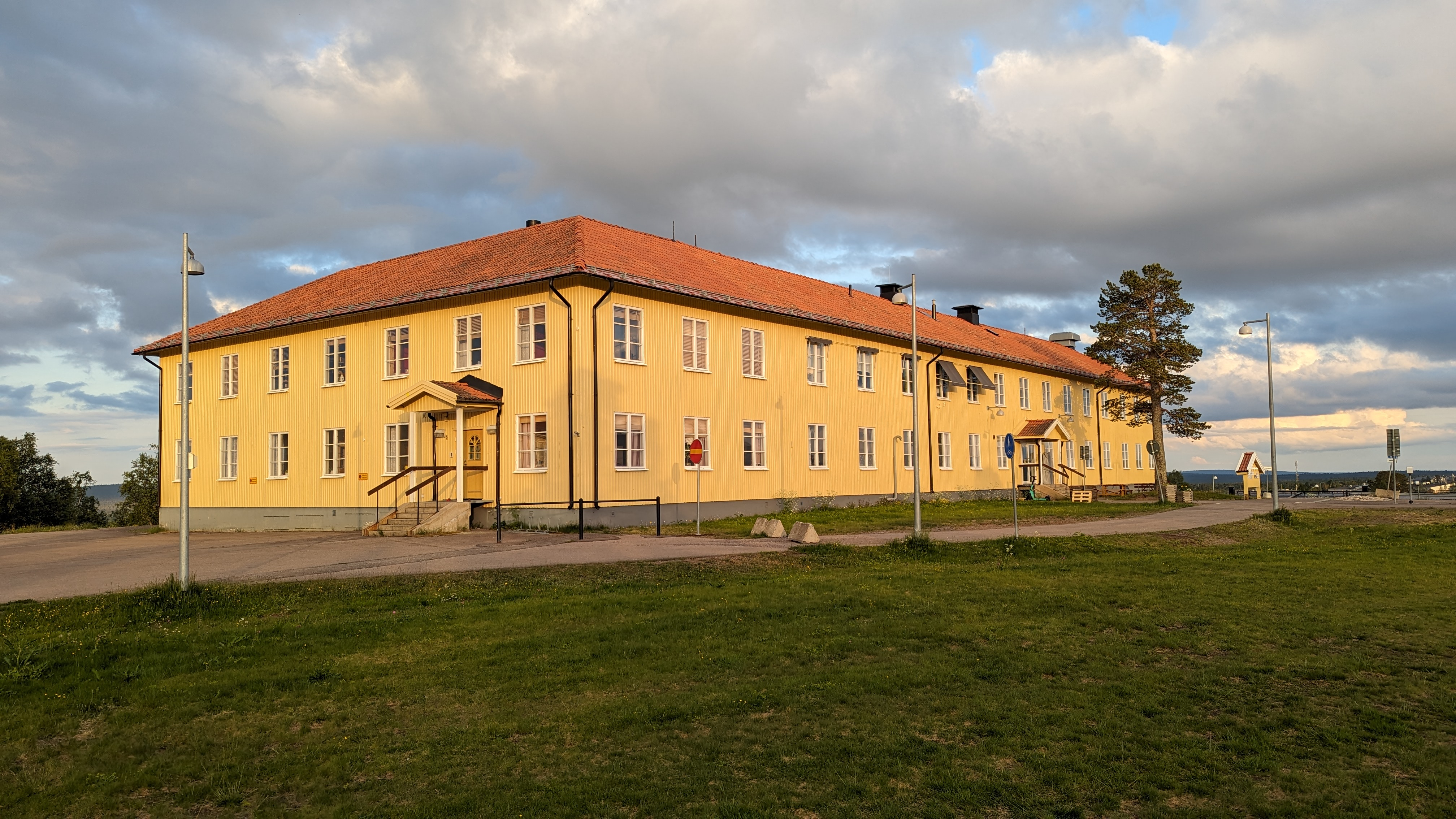
Kanslihuset
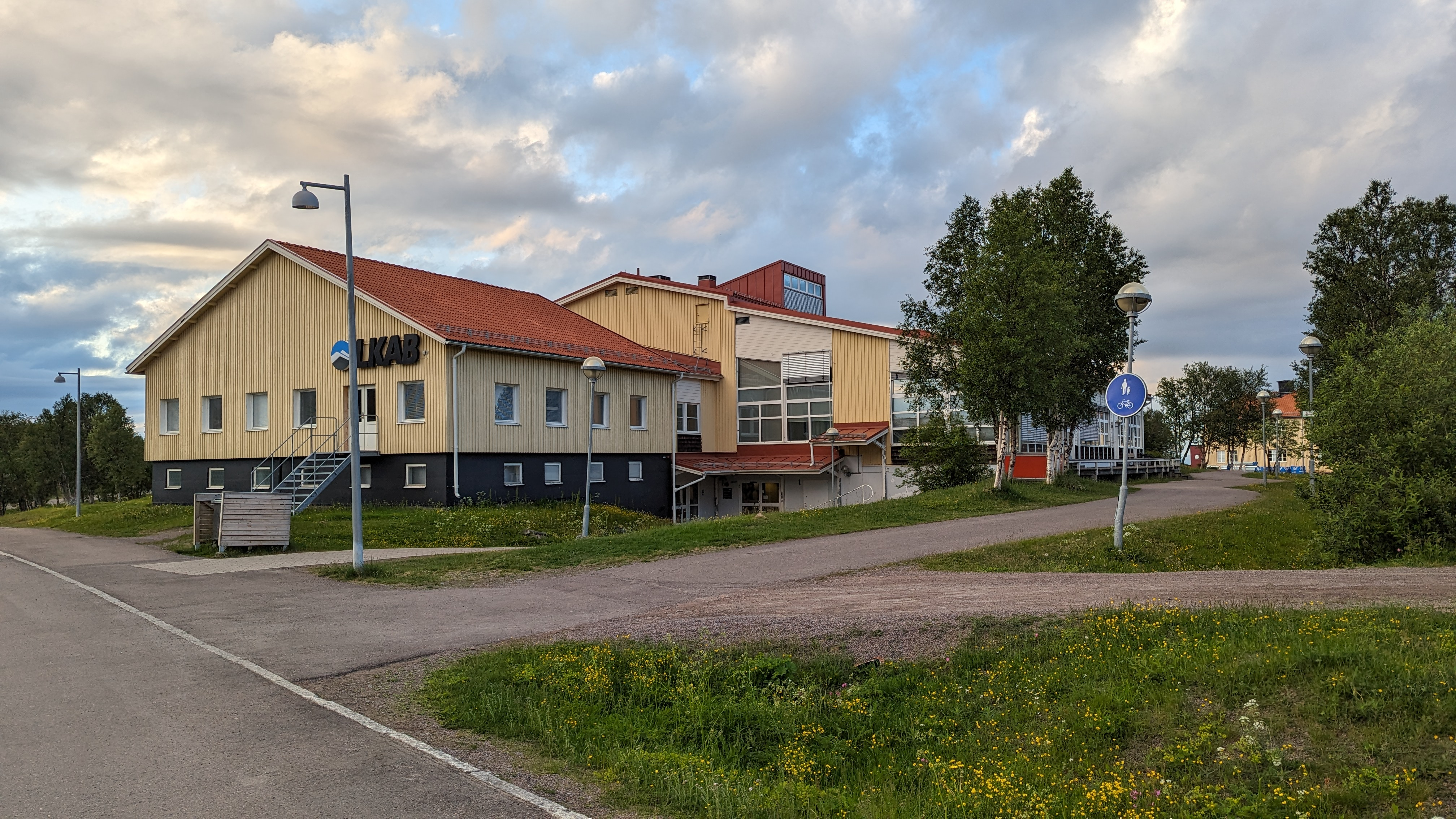
Jägarköket
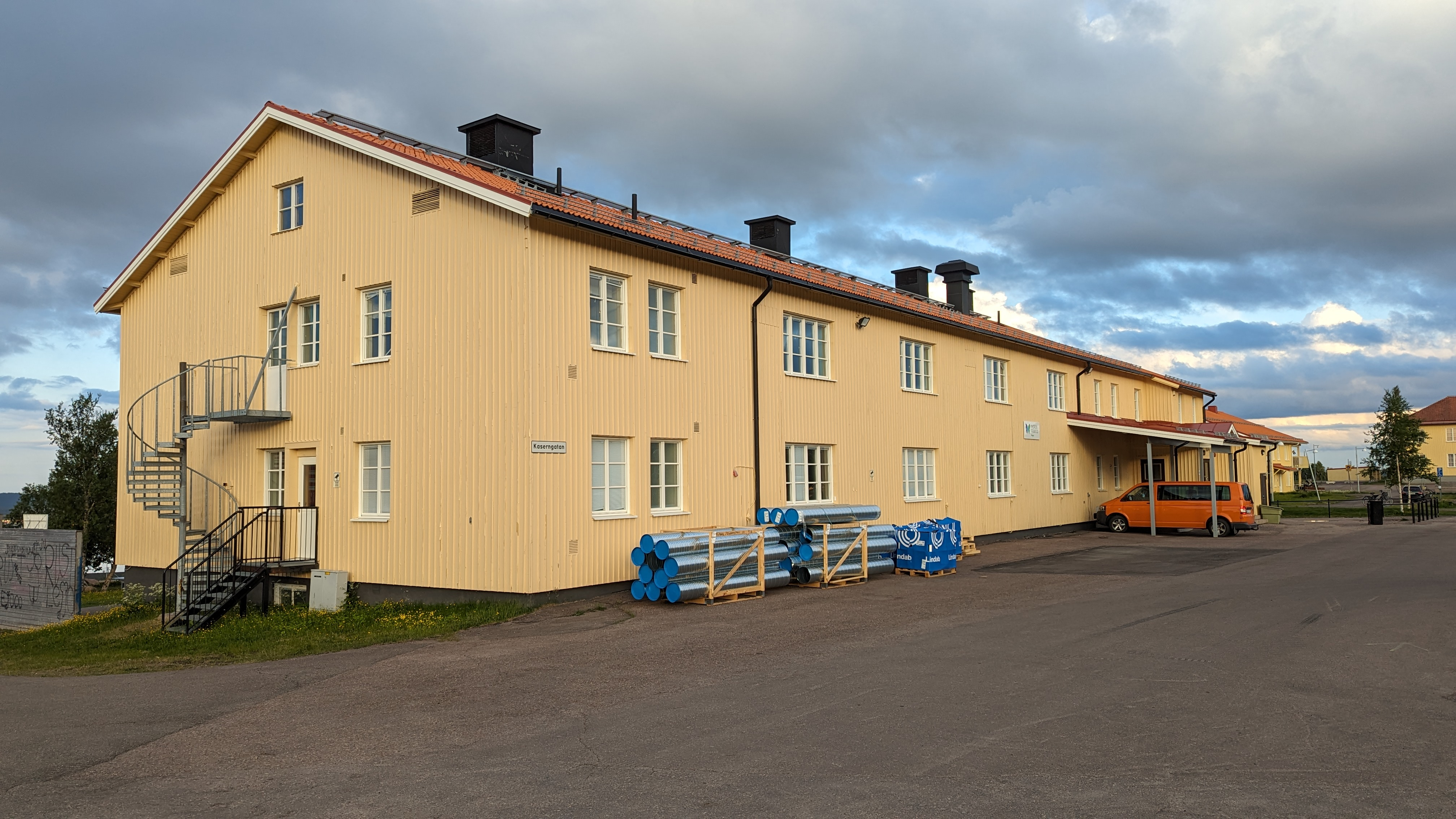
Kaserner
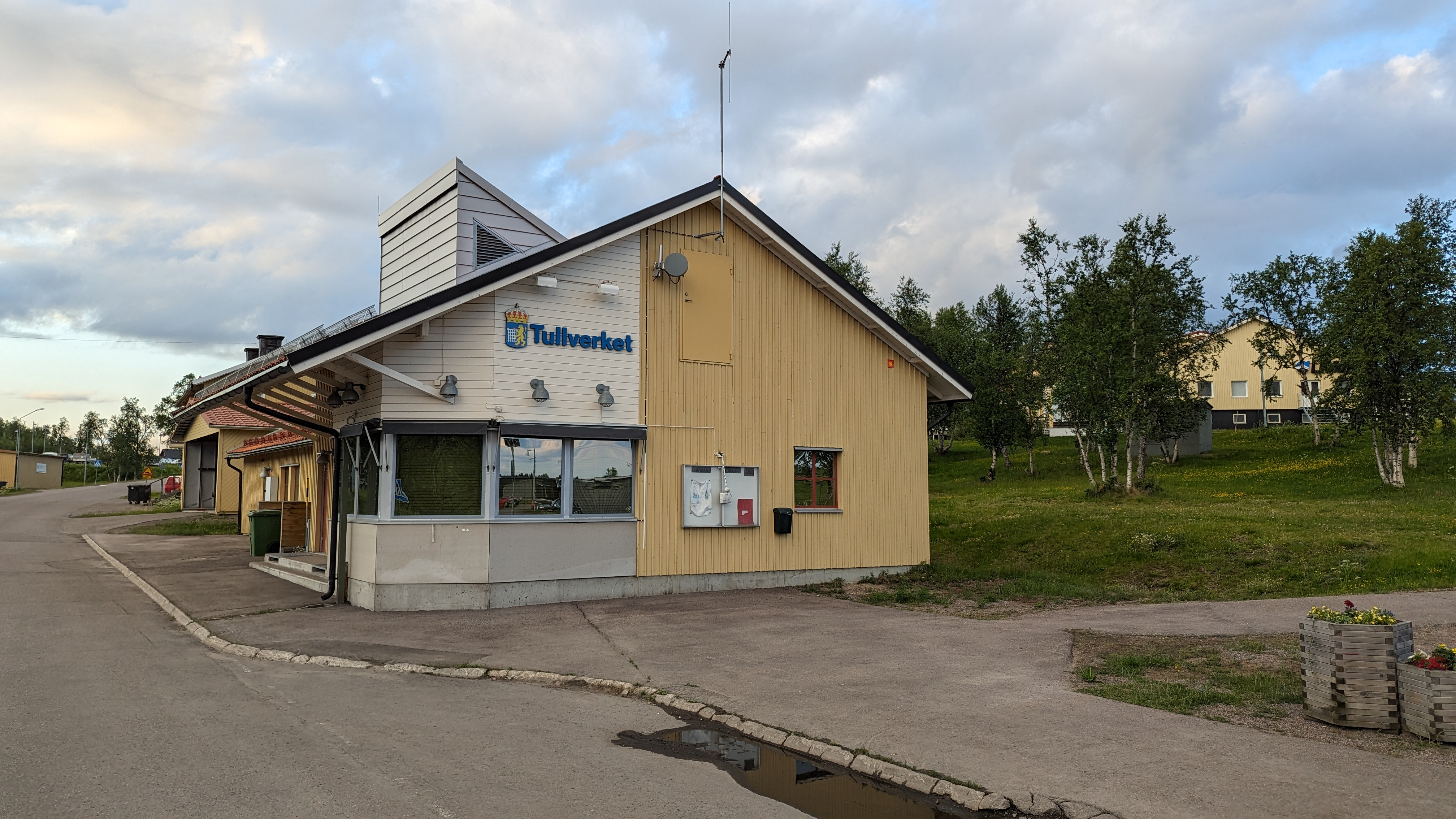
Vakten
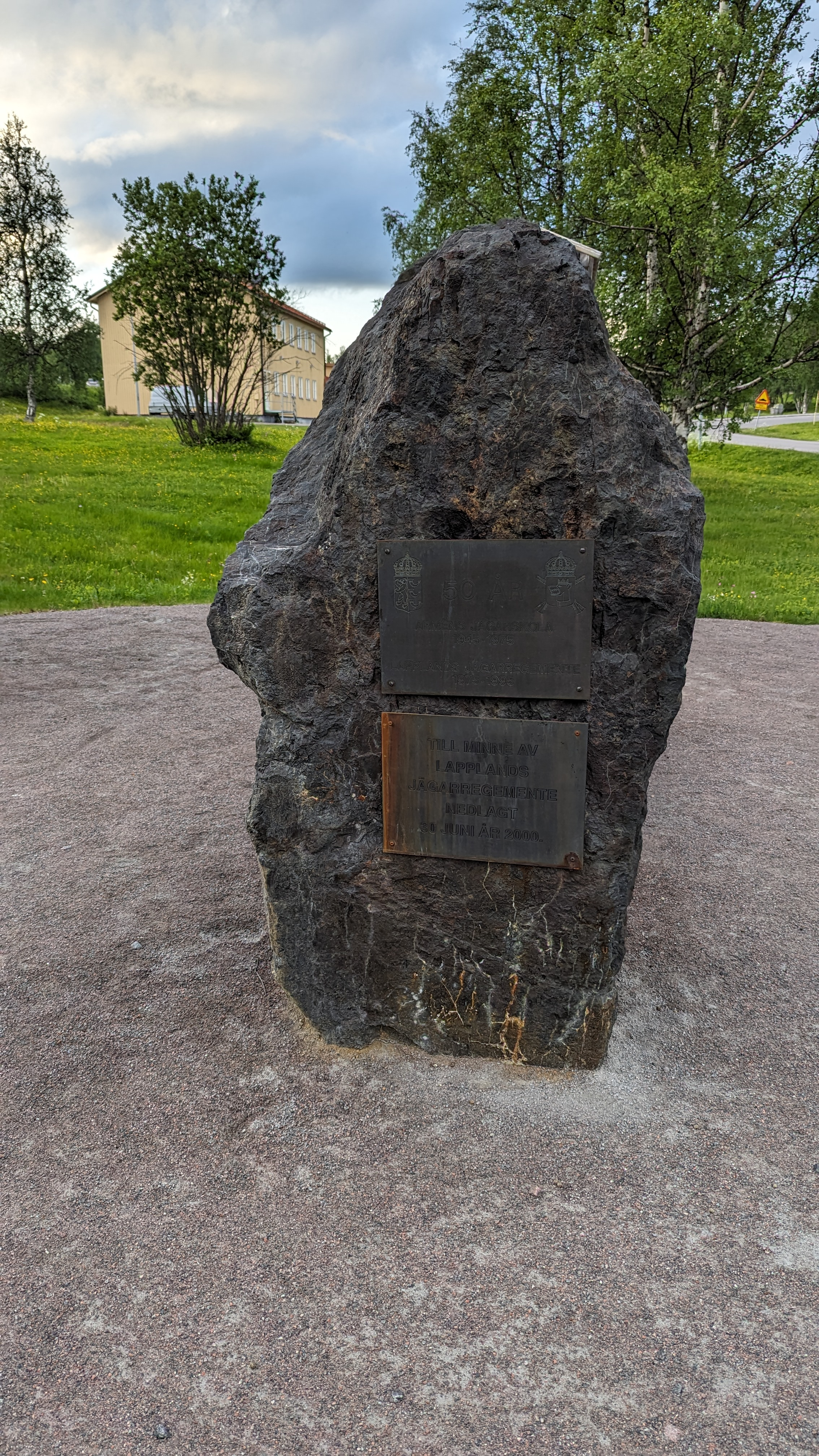
Minnessten